# Jégkorong a 2022. évi téli olimpiai játékokon
A 2022. évi téli olimpiai játékokon a jégkorongtornákat február 4. és 20. között rendezték Pekingben. A férfiaknál 12, a nőknél 8 csapat vett részt. A házigazda Kína automatikus résztvevő volt.

## Résztvevők
| Nemzet                                       | Férfi | Női | Játékosok |
| -------------------------------------------- | ----- | --- | --------- |
| Csehország (CZE)                             | •     | •   | 48        |
| Dánia (DEN)                                  | •     | •   | 48        |
| Egyesült Államok (USA)                       | •     | •   | 48        |
| Finnország (FIN)                             | •     | •   | 48        |
| Japán (JPN)                                  |       | •   | 23        |
| Kanada (CAN)                                 | •     | •   | 48        |
| Kína (CHN)                                   | •     | •   | 48        |
| Lettország (LAT)                             | •     |     | 25        |
| Németország (GER)                            | •     |     | 25        |
| Az Orosz Olimpiai Bizottság versenyzői (ROC) | •     | •   | 48        |
| Svédország (SWE)                             | •     | •   | 48        |
| Svájc (SUI)                                  | •     | •   | 48        |
| Szlovákia (SVK)                              | •     |     | 25        |
| Összesen: 13 nemzet                          | 12    | 10  | 530       |

## Éremtáblázat
(Az egyes számoszlopok legmagasabb értéke, vagy értékei vastagítással kiemelve.)
| A 2022. évi téli olimpiai játékok éremtáblázata jégkorongban | A 2022. évi téli olimpiai játékok éremtáblázata jégkorongban | A 2022. évi téli olimpiai játékok éremtáblázata jégkorongban | A 2022. évi téli olimpiai játékok éremtáblázata jégkorongban | A 2022. évi téli olimpiai játékok éremtáblázata jégkorongban | Olimpia  |
| ------------------------------------------------------------ | ------------------------------------------------------------ | ------------------------------------------------------------ | ------------------------------------------------------------ | ------------------------------------------------------------ | -------- |
|                                                              | Ország                                                       | Arany                                                        | Ezüst                                                        | Bronz                                                        | Összesen |
| 1.                                                           | Finnország (FIN)                                             | 1                                                            | 0                                                            | 1                                                            | 2        |
| 2.                                                           | Kanada (CAN)                                                 | 1                                                            | 0                                                            | 0                                                            | 1        |
|                                                              |                                                              |                                                              |                                                              |                                                              |          |
| 3.                                                           | Egyesült Államok (USA)                                       | 0                                                            | 1                                                            | 0                                                            | 1        |
| 3.                                                           | Az Orosz Olimpiai Bizottság versenyzői (ROC)                 | 0                                                            | 1                                                            | 0                                                            | 1        |
|                                                              |                                                              |                                                              |                                                              |                                                              |          |
| 5.                                                           | Szlovákia (SVK)                                              | 0                                                            | 0                                                            | 1                                                            | 1        |
|                                                              |                                                              |                                                              |                                                              |                                                              |          |
| Összesen                                                     | Összesen                                                     | 2                                                            | 2                                                            | 2                                                            | 6        |

## Érmesek

### Férfi torna
| A 2022. évi téli olimpiai játékok érmesei férfi jégkorongban | A 2022. évi téli olimpiai játékok érmesei férfi jégkorongban | A 2022. évi téli olimpiai játékok érmesei férfi jégkorongban | A 2022. évi téli olimpiai játékok érmesei férfi jégkorongban |
| --- | --- | --- | ------------------------------------------------------------ |
| Arany | Ezüst | Bronz |                                                              |
| Finnország (FIN) | Az Orosz Olimpiai Bizottság versenyzői (ROC) | Szlovákia (SVK) |                                                              |
| Miro Aaltonen Marko Anttila Hannes Björninen Valtteri Filppula Niklas Friman Markus Granlund Teemu Hartikainen Juuso Hietanen Valtteri Kemiläinen Leo Komarov Mikko Lehtonen Petteri Lindbohm Saku Mäenalanen Sakari Manninen Joonas Nättinen Atte Ohtamaa Niko Ojamäki Juho Olkinuora Iiro Pakarinen Harri Pesonen Ville Pokka Toni Rajala Harri Säteri Frans Tuohimaa Sami Vatanen | Szergej Andronov Tyimur Biljalov Andrej Csibiszov Ivan Fedotov Sztanyiszlav Galijev Mihail Grigorenko Arszenyij Gricjuk Nyikita Guszev Jegor Jakovlev Alekszandr Jeleszin Pavel Karnauhov Artur Kajumov Artyjom Minulin Nyikita Nyesztyerov Alekszandr Nyikisin Szergej Plotnyikov Damir Saripzjanov Vagyim Sipacsov Alekszander Szamonov Kirill Szemjonov Anton Szlepisev Vlagyimir Tkacsov Ivan Tyelegin Vjacseszlav Vojnov Dmitrij Voronkov | Peter Cehlárik Michal Čajkovský Peter Čerešňák Marek Ďaloga Marko Daňo Martin Gernát Mário Grman Adrián Holešinský Marek Hrivík Libor Hudáček Tomáš Jurčo Miloš Kelemen Samuel Kňažko Branislav Konrád Michal Krištof Martin Marinčin Šimon Nemec Kristián Pospíšil Pavol Regenda Miloš Roman Patrik Rybár Juraj Slafkovský Samuel Takáč Matej Tomek Peter Zuzin |                                                              |

### Női torna
| A 2022. évi téli olimpiai játékok érmesei női jégkorongban | A 2022. évi téli olimpiai játékok érmesei női jégkorongban | A 2022. évi téli olimpiai játékok érmesei női jégkorongban | A 2022. évi téli olimpiai játékok érmesei női jégkorongban |
| --- | --- | --- | ---------------------------------------------------------- |
| Arany | Ezüst | Bronz |                                                            |
| Kanada (CAN) | Egyesült Államok (USA) | Finnország (FIN) |                                                            |
| Erin Ambrose Ashton Bell Kristen Campbell Emily Clark Mélodie Daoust Ann-Renée Desbiens Renata Fast Sarah Fillier Brianne Jenner Rebecca Johnston Jocelyne Larocque Emma Maltais Emerance Maschmeyer Sarah Nurse Marie-Philip Poulin Jamie Lee Rattray Jill Saulnier Ella Shelton Natalie Spooner Laura Stacey Claire Thompson Blayre Turnbull Micah Zandee-Hart | Cayla Barnes Megan Bozek Hannah Brandt Dani Cameranesi Alexandra Carpenter Alex Cavallini Jesse Compher Kendall Coyne Schofield Brianna Decker Jincy Dunne Savannah Harmon Caroline Harvey Nicole Hensley Megan Keller Amanda Kessel Hilary Knight Abbey Murphy Kelly Pannek Maddie Rooney Abby Roque Hayley Scamurra Lee Stecklein Grace Zumwinkle | Sanni Hakala Jenni Hiirikoski Elisa Holopainen Sini Karjalainen Michelle Karvinen Anni Keisala Nelli Laitinen Julia Liikala Eveliina Mäkinen Petra Nieminen Tanja Niskanen Jenniina Nylund Meeri Räisänen Sanni Rantala Ronja Savolainen Sofianna Sundelin Susanna Tapani Noora Tulus Minttu Tuominen Viivi Vainikka Sanni Vanhanen Emilia Vesa Ella Viitasuo |                                                            |